# The Eraser
The Eraser är ett musikalbum med och av Thom Yorke från 2006. I samma stund som Radiohead-sångaren Thom Yorke tillkännagav att han spelat in soloalbumet "The Eraser" förekom eventuella rykten om en splittring med huvudbandet. Som svar på detta han hälsade att "skivan är inspelad med Radioheads välsignelse".
Radiohead-bekante musikproducenten Nigel Godrich står bakom det beatsbaserade och electronicainfluerade soundet med Thom Yorkes röst i centrum. "Harrowdown Hill" blev albumets första singel i världen, med undantaget USA, där "Black Swan" blev den första singeln. "Black Swan" var även med i den animerade filmen "Scanner Darkly".

## Låtlista
1. "The Eraser" – 4:53
2. "Analyse"  – 4:05
3. "The Clock" – 4:14
4. "Black Swan" – 4:48
5. "Skip Divided" – 3:33
6. "Atoms for Peace" – 5:12
7. "And It Rained All Night" – 4:20
8. "Harrowdown Hill" – 4:36
9. "Cymbal Rush" – 5:10